# NHL Winter Classic
NHL Winter Classic je každoroční venkovní hokejový zápas hraný během sezóny National Hockey League (NHL), obvykle na Nový rok nebo okolo Nového roku. Obvykle se koná na fotbalovém nebo baseballovém stadionu ve Spojených státech v oblasti s domácím týmem NHL; nejčastěji na baseballovém stadionu, aby se předešlo kolizím s fotbalovými zápasy. Vyjma Winter Classic existují další dva typy venkovních zápasů ligy, NHL Heritage Classic a NHL Stadium Series. První Winter Classic se konala v roce 2008 na Ralph Wilson Stadium (nyní Highmark Stadium) v Orchard Parku v New Yorku, a sice mezi Buffalo Sabres a Pittsburgh Penguins. Do roku 2024, kdy se v T-Mobile Parku odehrál zápas mezi Seattle Kraken a Vegas Golden Knights, se konalo patnáct Winter Classics.
Ročník 2021 byl zrušen kvůli pandemii covidu-19. 
Zápasy odehrávají pouze americké týmy, pro kluby z Kanady se hraje NHL Heritage Classic.

## Konané události
| Rok  | Místo konání         | Město               | Hostující tým        | Domácí tým          | Skóre                                     | Návštevnost                               |
| ---- | -------------------- | ------------------- | -------------------- | ------------------- | ----------------------------------------- | ----------------------------------------- |
| 2008 | Ralph Wilson Stadium | Orchard Park        | Pittsburgh Penguins  | Buffalo Sabres      | 2–1 (Po nájezdech)                        | 71 217                                    |
| 2009 | Wrigley Field        | Chicago             | Detroit Red Wings    | Chicago Blackhawks  | 6–4                                       | 40 818                                    |
| 2010 | Fenway Park          | Boston              | Philadelphia Flyers  | Boston Bruins       | 1–2 (Po prodloužení)                      | 38 112                                    |
| 2011 | Heinz Field          | Pittsburgh          | Washington Capitals  | Pittsburgh Penguins | 3–1                                       | 68 111                                    |
| 2012 | Citizens Bank Park   | Philadelphia Flyers | New York Rangers     | Philadelphia Flyers | 3–2                                       | 46 967                                    |
| 2013 | Michigan Stadium     | Ann Arbor           | Toronto Maple Leafs  | Detroit Red Wings   | k zápasu nedošlo kvůli lockoutu NHL       | k zápasu nedošlo kvůli lockoutu NHL       |
| 2014 | Michigan Stadium     | Ann Arbor           | Toronto Maple Leafs  | Detroit Red Wings   | 3–2 (Po nájezdech)                        | 105 491                                   |
| 2015 | Nationals Park       | Washington, D.C.    | Chicago Blackhawks   | Washington Capitals | 2–3                                       | 42 832                                    |
| 2016 | Gillette Stadium     | Foxborough          | Montreal Canadiens   | Boston Bruins       | 5–1                                       | 67 246                                    |
| 2017 | Busch Stadium        | St. Louis           | Chicago Blackhawks   | St. Louis Blues     | 1–4                                       | 46 556                                    |
| 2018 | Citi Field           | Queens              | New York Rangers     | Buffalo Sabres      | 3–2 (Po prodloužení)                      | 41 821                                    |
| 2019 | Notre Dame Stadium   | South Bend          | Boston Bruins        | Chicago Blackhawks  | 4–2                                       | 76 126                                    |
| 2020 | Cotton Bowl          | Dallas              | Nashville Predators  | Dallas Stars        | 2–4                                       | 86 630                                    |
| 2021 | Target Field         | Minneapolis         | St. Louis Blues      | Minnesota Wild      | k zápasu nedošlo kvůli pandemii covidu-19 | k zápasu nedošlo kvůli pandemii covidu-19 |
| 2022 | Target Field         | Minneapolis         | St. Louis Blues      | Minnesota Wild      | 6–4                                       | 38 519                                    |
| 2023 | Fenway Park          | Boston              | Pittsburgh Penguins  | Boston Bruins       | 1–2                                       | 39 243                                    |
| 2024 | Safeco Field         | Seattle             | Vegas Golden Knights | Seattle Kraken      | 0–3                                       | 47 313                                    |
| 2025 | Wrigley Field        | Chicago             | St. Louis Blues      | Chicago Blackhawks  | ---                                       | ---                                       |